# Cristóvão Lecapeno
Cristóvão Lecapeno (em grego: Χριστόφορος Λακαπηνός; romaniz.: Christóforos Lakapi̱nós) foi o filho mais velho de Romano I Lecapeno (r. 920–944) e coimperador de 921 até sua morte em agosto de 931.

## Biografia
Cristóvão foi o varão mais velho de Romano Lecapeno e o segundo filho mais velho após sua irmã Helena. Seus irmãos mais novos foram Ágata, que casou-se com Romano Argiro, Estêvão e Constantino (coimperadores de 924 a 945), Teofilacto (patriarca de Constantinopla em 933-956) e duas irmãs de nome desconhecido. Nada se sabe do começo de sua vida. Certamente era um adulto por 919-920 e tinha uma irmã em idade de casamento por 927, portanto, Cristóvão provavelmente nasceu em torno de 890-895. Já antes de seu pai ascender ao trono, ele casou-se com Sofia, a filha do rico patrício Nicetas, um eslavo do Peloponeso.
Quando Romano conseguiu casar sua filha Helena Lecapena com o jovem imperador Constantino VII Porfirogênito (r. 913–959) na primavera de 919 e assumiu o papel de guardião do imperador com o título de basileopátor, Cristóvão sucedeu-o em seu posto de grande heteriarca, o comandante da guarda do palácio. Romano logo coroou-se imperador (dezembro de 920), e posteriormente promoveu-o em precedência em detrimento do jovem Constantino. Para cimentar ainda mais sua posição, e planejando promover sua própria família sobre a legítima linha macedônica, Romano também coroou Cristóvão como coimperador em 20 de maio de 921. Além disso, quando a mãe de Cristóvão, a augusta Teodora morreu em fevereiro de 922, sua esposa Sofia foi elevada à dignidade de augusta junto com Helena.
Em 927, como parte de um acordo de paz, a filha de Cristóvão, Maria, rebatizada Irene ("paz") na ocasião, foi casada com o imperador búlgaro Pedro I da Bulgária (r. 927–969). Romano usou o momento para promover Cristóvão diante de Constantino Porfirogênito, fazendo-o o primeiro entre o grupo bastante grande de coimperadores (em 924, os irmãos mais novos de Cristóvão, Estêvão e Constantino, também tinha sido coroados coimperadores). Em 928, seu sogro, o patrício Nicetas, tentou sem sucesso incitá-lo a depor seu pai, e foi banido. O motivo por trás disso foi talvez a débil saúde de Cristóvão, e o temor de sua esposa e sogro que, caso ele morresse prematuramente, perderiam seu estatuto. Cristóvão morreu em agosto de 931. Romano, que lamentou muito, derramou lágrimas "como os egípcios" e posteriormente tornou-se cada vez mais dedicado a atividades religiosas. Logo após a morte de Cristóvão, Sofia retirou-se da corte e entrou num mosteiro, onde morreu.

## Família
De seu casamento com Sofia, Cristóvão teve três filhos:
- Maria-Irene (morta ca. 965), a imperatriz-consorte de Pedro I da Bulgária;[14]
- Romano, uma criança na época da morte de Cristóvão. De acordo com Zonaras ele foi favorecido por seu avô, que pensou em promovê-lo para o lugar de seu pai como coimperador sênior, mas morreu logo depois.[12]
- Miguel, um infante na época da morte de Cristóvão, foi feito clérigo no momento da queda do poder da família em 945. Posteriormente alcançou as altas dignidades de magistro e reitor (rhaiktor) e nada mais se sabe sobre sua vida depois disso.[15]